# Ben Hermsen
Bernardus Johannes Maria (Ben) Hermsen (Zevenaar, 25 oktober 1922 - Emmen, 29 oktober 1986) was een Nederlands KVP- en CDA-politicus.
Hermsen was een Tweede Kamerlid die duidelijk behoorde tot de vakbondsvleugel van de KVP en de latere fusiepartij CDA. Hij groeide op in een groot, katholiek gezin in Gelderland en werd na de oorlog actief als opbouwwerker in de katholieke vakbond en in 1966 in de politiek als lid van de gemeenteraad van Emmen. Tijdens zijn Kamerlidmaatschap was hij als bestuurder betrokken bij een groot aantal maatschappelijke organisaties op het gebied van woningbouw, kinderzorg en onderwijs. Hij was voorzitter van een aantal bijzondere Kamercommissies en van de vaste commissie voor Sociale Zaken. Tevens was hij secretaris van de CDA-fractie van september 1982 tot mei 1986.
- Biografisch Portaal: 34997612
- Parlement.com: vg09lleoynwn